# Lerista planiventralis
Lerista planiventralis este o specie de șopârle din genul Lerista, familia Scincidae, descrisă de Lucas și John S. Frost în anul 1902.

## Subspecii
Această specie cuprinde următoarele subspecii:
- L. p. decora
- L. p. maryani
- L. p. planiventralis